# Пол Томас Андерсон
Пол Томас Андерсон (енгл. Paul Thomas Anderson; Лос Анђелес, 26. јун 1970) амерички је филмски редитељ и сценариста. Андерсој је пет пута номинован за Оскара.

## Биографија

### Детињство и младост
Андерсон је рођен у Студио Ситију у Калифорнији као син Бони (дјевојачко презиме Гоф) и Ернија Андерсона, глумца, новинара ABC-a и водитеља ноћне хорор емисије Гуларди. на телевизији у Кливленду. Андерсон је одрастао у Сан Фернандо Валију. Похађао је неколико школа, уписао се на Њујоршки универзитет, али је одустао након два дана.

## Каријера
Андерсон је везан за режију још од младих дана. Као средњошколац је 1988. снимио сатирични документарац о „обдареној” порно-звијезди насловљен као Прича о Дирку Диглеру. Филм је био инспирисан животом порно-звијезде Џона Холмса, који је био и главна инспирација за филм Ноћи бугија.
Након краћег студирања енглеског језика на колеџу Емерсон те краткотрајног повратка на Њујоршки универзитет, Андерсон је филмску каријеру започео у Лос Анђелес и Њујорку као асистент продукције на телевизијским филмовима, музичким видео-спотовима и квизовима. Године 1992. снимио је Цигарете и кафу, кратки филм од пет вињета са радњом смјештеном у ресторан. Филм је 1993. са успјехом приказан на филмском фестивалу у Санденсу. Први дугометражни филм, Сиднеј (преименован у Тешка осмица), снимио је 1996. Уз Ноћи бугија, запаженији су му филмови Магнолија из 1999. и Биће крви из 2007.

### Утицаји
Андерсон је похађао филмску школу само два дана, радије је учио занат гледајући филмове филмских стваралаца који су му се свидели, као и гледајући филмове уз аудио коментар редитеља. Као утицаје навео је Стенлија Кјубрика, Роберта Алтмана, Џонатана Демија, Мартина Скорсезеа, Орсона Велса, Макса Офулса, Џона Хјустона, Билија Вајлдера, Мајка Лија и Роберта Даунија старијег.